# Hermògenes d'Egipte
Hermògenes (en grec antic: Ἑρμογένης, Hermogénēs, llatí: Hermogenes) va ser governador d'Egipte cap a la meitat del segle iv, al qual l'emperador Julià l'Apòstata va dirigir una carta quan ja no exercia el càrrec.